# Karl Vitulin
Karl Vitulin (Parigi, 15 gennaio 1991) è un calciatore francese, centrocampista del Samaritaine e della Nazionale martinicana.

## Caratteristiche tecniche
È un terzino destro.

## Carriera

### Club
Comincia a giocare al Samaritaine. Nel 2011 si trasferisce al Golden Star. Nel 2013 passa al Club Franciscain. Nel 2014 viene acquistato dal Samaritaine.

### Nazionale
Ha debuttato in Nazionale il 29 settembre 2010, in Guadalupa-Martinica (2-0). Ha messo a segno la sua prima rete con la maglia della Nazionale il 26 agosto 2014, nell'amichevole Santa Lucia-Martinica (0-2). Nel 2017 viene inserito nella lista dei convocati per la Gold Cup 2017.

## Statistiche

### Cronologia presenze e reti in nazionale
| Cronologia completa delle presenze e delle reti in nazionale ― Martinica | Cronologia completa delle presenze e delle reti in nazionale ― Martinica | Cronologia completa delle presenze e delle reti in nazionale ― Martinica | Cronologia completa delle presenze e delle reti in nazionale ― Martinica | Cronologia completa delle presenze e delle reti in nazionale ― Martinica | Cronologia completa delle presenze e delle reti in nazionale ― Martinica | Cronologia completa delle presenze e delle reti in nazionale ― Martinica | Cronologia completa delle presenze e delle reti in nazionale ― Martinica |
| Data                                                                     | Città                                                                    | In casa                                                                  | Risultato                                                                | Ospiti                                                                   | Competizione                                                             | Reti                                                                     | Note                                                                     |
| ------------------------------------------------------------------------ | ------------------------------------------------------------------------ | ------------------------------------------------------------------------ | ------------------------------------------------------------------------ | ------------------------------------------------------------------------ | ------------------------------------------------------------------------ | ------------------------------------------------------------------------ | ------------------------------------------------------------------------ |
| 29-9-2010                                                                | Saint-Maur-des-Fossés                                                    | Guadalupa                                                                | 2 – 0                                                                    | Martinica                                                                | Amichevole                                                               | -                                                                        |                                                                          |
| 30-9-2011                                                                | Osbourn                                                                  | Antigua e Barbuda                                                        | 1 – 0                                                                    | Martinica                                                                | Amichevole                                                               | -                                                                        |                                                                          |
| 3-3-2012                                                                 | Le Lamentin                                                              | Martinica                                                                | 1 – 2                                                                    | Guadalupa                                                                | Amichevole                                                               | -                                                                        | 72’                                                                      |
| 2-5-2012                                                                 | Le Lamentin                                                              | Martinica                                                                | 2 – 2                                                                    | Guyana                                                                   | Amichevole                                                               | -                                                                        | 66’                                                                      |
| 5-9-2012                                                                 | Le Lamentin                                                              | Martinica                                                                | 16 – 0                                                                   | Isole Vergini Britanniche                                                | Qualificazioni alla Coppa dei Caraibi 2012                               | -                                                                        |                                                                          |
| 9-9-2012                                                                 | Le Lamentin                                                              | Martinica                                                                | 2 – 2                                                                    | Suriname                                                                 | Qualificazioni alla Coppa dei Caraibi 2012                               | -                                                                        | 82’                                                                      |
| 22-9-2012                                                                | Issy-les-Moulineaux                                                      | Martinica                                                                | 2 – 0                                                                    | Nuova Caledonia                                                          | Amichevole                                                               | -                                                                        | 58’                                                                      |
| 24-9-2012                                                                | Corbeil-Essonnes                                                         | Martinica                                                                | 3 – 2                                                                    | Tahiti                                                                   | Amichevole                                                               | -                                                                        | 78’ 80’                                                                  |
| 23-10-2012                                                               | Les Abymes                                                               | Martinica                                                                | 2 – 1                                                                    | Porto Rico                                                               | Qualificazioni alla Coppa dei Caraibi 2012                               | -                                                                        | 75’                                                                      |
| 25-10-2012                                                               | Les Abymes                                                               | Rep. Dominicana                                                          | 1 – 1                                                                    | Martinica                                                                | Qualificazioni alla Coppa dei Caraibi 2012                               | -                                                                        | 70’                                                                      |
| 27-10-2012                                                               | Les Abymes                                                               | Guadalupa                                                                | 3 – 3                                                                    | Martinica                                                                | Qualificazioni alla Coppa dei Caraibi 2012                               | -                                                                        | 74’                                                                      |
| 19-3-2014                                                                | Gros Islet                                                               | Saint Lucia                                                              | 0 – 0                                                                    | Martinica                                                                | Amichevole                                                               | -                                                                        | 55’                                                                      |
| 19-4-2014                                                                | Les Abymes                                                               | Guadalupa                                                                | 0 – 1                                                                    | Martinica                                                                | Amichevole                                                               | -                                                                        |                                                                          |
| 4-9-2014                                                                 | Fort-de-France                                                           | Martinica                                                                | 6 – 0                                                                    | Bonaire                                                                  | Qualificazioni alla Coppa dei Caraibi 2014                               | -                                                                        |                                                                          |
| 6-9-2014                                                                 | Fort-de-France                                                           | Martinica                                                                | 3 – 2                                                                    | Barbados                                                                 | Qualificazioni alla Coppa dei Caraibi 2014                               | -                                                                        |                                                                          |
| 8-9-2014                                                                 | Fort-de-France                                                           | Martinica                                                                | 0 – 0                                                                    | Suriname                                                                 | Qualificazioni alla Coppa dei Caraibi 2014                               | -                                                                        |                                                                          |
| 9-10-2014                                                                | Les Abymes                                                               | Curaçao                                                                  | 1 – 1                                                                    | Martinica                                                                | Qualificazioni alla Coppa dei Caraibi 2014                               | -                                                                        | 90’                                                                      |
| 11-10-2014                                                               | Les Abymes                                                               | Guadalupa                                                                | 1 – 2                                                                    | Martinica                                                                | Qualificazioni alla Coppa dei Caraibi 2014                               | -                                                                        |                                                                          |
| 13-10-2014                                                               | Les Abymes                                                               | Martinica                                                                | 4 – 3                                                                    | Saint Vincent e Grenadine                                                | Qualificazioni alla Coppa dei Caraibi 2014                               | -                                                                        | 58’                                                                      |
| 6-2-2016                                                                 | Les Abymes                                                               | Guadalupa                                                                | 1 – 1                                                                    | Martinica                                                                | Amichevole                                                               | -                                                                        | 57’                                                                      |
| 13-3-2016                                                                | Kingstown                                                                | Saint Vincent e Grenadine                                                | 0 – 4                                                                    | Martinica                                                                | Amichevole                                                               | -                                                                        | 69’                                                                      |
| 30-3-2016                                                                | Roseau                                                                   | Dominica                                                                 | 1 – 4                                                                    | Martinica                                                                | Qualificazioni alla Coppa dei Caraibi 2017                               | -                                                                        | 85’ 90’                                                                  |
| 28-4-2016                                                                | Fort-de-France                                                           | Martinica                                                                | 0 – 2                                                                    | Panama                                                                   | Amichevole                                                               | -                                                                        | 77’                                                                      |
| 1-6-2016                                                                 | Fort-de-France                                                           | Martinica                                                                | 2 – 0                                                                    | Guadalupa                                                                | Qualificazioni alla Coppa dei Caraibi 2017                               | -                                                                        | 82’                                                                      |
| 8-6-2016                                                                 | Roseau                                                                   | Dominica                                                                 | 0 – 4                                                                    | Martinica                                                                | Qualificazioni alla Coppa dei Caraibi 2017                               | -                                                                        | 70’                                                                      |
| 8-10-2016                                                                | San Cristóbal                                                            | Rep. Dominicana                                                          | 1 – 2                                                                    | Martinica                                                                | Qualificazioni alla Coppa dei Caraibi 2017                               | -                                                                        | 55’                                                                      |
| 12-10-2016                                                               | Fort-de-France                                                           | Martinica                                                                | 2 – 0 dts                                                                | Trinidad e Tobago                                                        | Qualificazioni alla Coppa dei Caraibi 2017                               | -                                                                        | Cap.                                                                     |
| 27-3-2017                                                                | Saint Michael                                                            | Barbados                                                                 | 2 – 1                                                                    | Martinica                                                                | Amichevole                                                               | -                                                                        |                                                                          |
| 29-3-2017                                                                | Linden                                                                   | Guyana                                                                   | 0 – 0                                                                    | Martinica                                                                | Amichevole                                                               | -                                                                        |                                                                          |
| 27-4-2017                                                                | Le Lamentin                                                              | Martinica                                                                | 4 – 1                                                                    | Guadalupa                                                                | Amichevole                                                               | -                                                                        | 78’                                                                      |
| 23-6-2017                                                                | Fort-de-France                                                           | Curaçao                                                                  | 2 – 1                                                                    | Martinica                                                                | Coppa dei Caraibi 2017- Semifinale                                       | -                                                                        | 67’                                                                      |
| 25-6-2017                                                                | Saint John's                                                             | Guyana francese                                                          | 1 – 0                                                                    | Martinica                                                                | Coppa dei Caraibi 2017- Finale 3º posto                                  | -                                                                        |                                                                          |
| 9-7-2017                                                                 | Nashville                                                                | Martinica                                                                | 2 – 0                                                                    | Nicaragua                                                                | Gold Cup 2017 - 1º Turno                                                 | -                                                                        |                                                                          |
| 13-7-2017                                                                | Tampa                                                                    | Stati Uniti                                                              | 3 – 2                                                                    | Martinica                                                                | Gold Cup 2017 - 1º Turno                                                 | -                                                                        | 62’                                                                      |
| 15-7-2017                                                                | Cleveland                                                                | Panama                                                                   | 3 – 0                                                                    | Martinica                                                                | Gold Cup 2017 - 1º Turno                                                 | -                                                                        | 6’                                                                       |
| 26-3-2018                                                                | Fort-de-France                                                           | Martinica                                                                | 0 – 0                                                                    | Trinidad e Tobago                                                        | Amichevole                                                               | -                                                                        |                                                                          |
| 6-6-2018                                                                 | Fort-de-France                                                           | Martinica                                                                | 3 – 0                                                                    | Guyana francese                                                          | Amichevole                                                               | -                                                                        | 44’                                                                      |
| 13-10-2018                                                               | Bayamón                                                                  | Porto Rico                                                               | 0 – 1                                                                    | Martinica                                                                | CONCACAF Nations League 2019-2020 - Qualificazioni                       | -                                                                        |                                                                          |
| 17-10-2018                                                               | Fort-de-France                                                           | Martinica                                                                | 4 – 0                                                                    | Isole Vergini Britanniche                                                | CONCACAF Nations League 2019-2020 - Qualificazioni                       | -                                                                        |                                                                          |
| 20-11-2018                                                               | Fort-de-France                                                           | Martinica                                                                | 4 – 2                                                                    | Antigua e Barbuda                                                        | CONCACAF Nations League 2019-2020 - Qualificazioni                       | -                                                                        |                                                                          |
| 24-3-2019                                                                | Les Abymes                                                               | Guadalupa                                                                | 0 – 1                                                                    | Martinica                                                                | CONCACAF Nations League 2019-2020 - Qualificazioni                       | -                                                                        |                                                                          |
| 16-6-2019                                                                | Pasadena                                                                 | Canada                                                                   | 4 – 0                                                                    | Martinica                                                                | Gold Cup 2019 - 1º Turno                                                 | -                                                                        |                                                                          |
| 7-9-2019                                                                 | Fort-de-France                                                           | Martinica                                                                | 1 – 1                                                                    | Trinidad e Tobago                                                        | CONCACAF Nations League 2019-2020 - 1º Turno                             | -                                                                        | 79’                                                                      |
| 10-9-2019                                                                | Port of Spain                                                            | Trinidad e Tobago                                                        | 2 – 2                                                                    | Martinica                                                                | CONCACAF Nations League 2019-2020 - 1º Turno                             | -                                                                        |                                                                          |
| 15-10-2019                                                               | San Pedro Sula                                                           | Honduras                                                                 | 1 – 0                                                                    | Martinica                                                                | CONCACAF Nations League 2019-2020 - 1º Turno                             | -                                                                        | 57’                                                                      |
| 15-11-2019                                                               | Fort-de-France                                                           | Martinica                                                                | 1 – 1                                                                    | Honduras                                                                 | CONCACAF Nations League 2019-2020 - 1º Turno                             | -                                                                        |                                                                          |
| 24-6-2021                                                                | Fort-de-France                                                           | Martinica                                                                | 1 – 2                                                                    | Guadalupa                                                                | Amichevole                                                               | -                                                                        |                                                                          |
| 12-7-2021                                                                | Kansas City                                                              | Canada                                                                   | 4 – 1                                                                    | Martinica                                                                | Gold Cup 2021 - 1º Turno                                                 | -                                                                        | 53’ 64’                                                                  |
| 16-7-2021                                                                | Kansas City                                                              | Martinica                                                                | 1 – 6                                                                    | Stati Uniti                                                              | Gold Cup 2021 - 1º Turno                                                 | -                                                                        | 76’                                                                      |
| 18-7-2021                                                                | Frisco                                                                   | Martinica                                                                | 1 – 2                                                                    | Haiti                                                                    | Gold Cup 2021 - 1º Turno                                                 | -                                                                        |                                                                          |
| 5-6-2022                                                                 | San José                                                                 | Costa Rica                                                               | 2 – 0                                                                    | Martinica                                                                | CONCACAF Nations League 2022-2023 - 1º Turno                             | -                                                                        | 68’ 87’                                                                  |
| 10-6-2022                                                                | Panama                                                                   | Panama                                                                   | 5 – 0                                                                    | Martinica                                                                | CONCACAF Nations League 2022-2023 - 1º Turno                             | -                                                                        |                                                                          |
| 13-6-2022                                                                | Fort-de-France                                                           | Martinica                                                                | 0 – 0                                                                    | Panama                                                                   | CONCACAF Nations League 2022-2023 - 1º Turno                             | -                                                                        | 81’                                                                      |
| 23-2-2023                                                                | Caienna                                                                  | Guyana francese                                                          | 0 – 1                                                                    | Martinica                                                                | Amichevole                                                               | -                                                                        | 45’                                                                      |
| 25-2-2023                                                                | Remire-Montjoly                                                          | Guyana francese                                                          | 2 – 2                                                                    | Martinica                                                                | Amichevole                                                               | -                                                                        |                                                                          |
| 26-3-2023                                                                | Fort-de-France                                                           | Martinica                                                                | 1 – 2                                                                    | Costa Rica                                                               | CONCACAF Nations League 2022-2023 - 1º Turno                             | -                                                                        | 84’                                                                      |
| Totale                                                                   |                                                                          | Presenze                                                                 | 56                                                                       |                                                                          | Reti                                                                     | 0                                                                        |                                                                          |